# Lee Chae-yeon
Lee Chae-Yeon (10 de diciembre de 1978), conocida como Chae Yeon, es una cantante surcoreana. Saltó a la fama con su sencillo "Two of Us" en 2004 y su estilo de baile.

## Discografía
| Información del álbum                                  | Lista de pistas |
| ------------------------------------------------------ | --- |
| It's My Time - liberado: 20 de agosto de 2003          | 1. 시간 (Sigan) [Time] (Intro) 2. 위험한 연출 (Wiheomhan Yeonchul) [Dangerous Act] 3. 사랑느낌 (Sarangneukkim) [Feeling of Love] 4. 소중한 사랑 (Sojunghan Sarang) [Precious Love] 5. 남자의 사랑 (Namjaui Sarang) [Men's Love] 6. 세잎 클로버 (Seip Keullobeo) [Clover] 7. 기도 (Gido) [Prayer] 8. 너만의 매력 (Neomanui Maeryeok) [Your Very Own Charm] 9. 상처 (Sangcheo) [Injury] 10. 오래된 연인 (Oraedoen Yeonin) [Old Couple] 11. 소문 (Somun) [Rumors] 12. 휴식 (Hyusik) [Relaxation] (Outro) |
| Virginalness Bloom - liberado: 13 de diciembre de 2004 | 1. 둘이서 [The Two of Us] 2. 지독한 외면 (Jidokhan Oemyeon) [Damm Exterior] 3. 다가와 (Dagawa) [Come to Me] 4. 보고싶어 (Bogosipeo) [I Want To See] 5. 믿어 (Mideo) [Trust] ft. D-Low 6. 다 끝났어 (Da kkeutnasso) [It's Over] 7. 행복한 눈물 (HaengbokHan Nunmul) [Happy Tears] 8. Dance All Night 9. 널 사랑할게 (Neol Saranghalge) [You'll Love] 10. 사랑인가봐! (Sarangingabwa!) [I Love Sugar!] 11. 추억만으로 (Chueongmaneuro) [Only Memories] ft. D-Low 12. 바보 (Babo) [Fool]                 |
| III - liberado: 18 de noviembre de 2005                | 1. 오직 너 (Only You) 2. 하얀눈 (White Snow) 3. 덫 (Trap) 4. 욕심쟁이 (Greedy One) 5. 세번째 사랑 (Third Love Feat. Red Roc) 6. 너땜에 (Because of You) 7. 가지마 (Don't Go) 8. 미궁 (Labyrinth) 9. 사랑이 오려나봐 (Maybe Love Is Coming) 10. You 11. 나쁜여자 (Bad Girl) 12. 오직너(디스코 클럽) (Only You [Disco Club Remix]) |
| Best & Figure liberado: 23 de mayo de 2006             | 1. 가지마 2. 하얀눈 3. 보고 싶어 4. 행복한 눈물 5. 욕심쟁이 6. 소중한 사랑 7. 널 사랑할게 8. 세 번째 사랑 [Remix] 9. 둘이서 10. 오직 너 [Remix] 11. 너땜에 12. 다가와 13. 사랑인가봐 14. 위험한 연출 15. 사링느낌 16. 남자의 사랑 |
| My Love liberado: 1 de abril de 2007                   | 1. My Love 2. 한 사람 (One Person) 3. 부탁 (Request) 4. 낯설은 거짓말 (A Strange Lie) 5. 게임 (Game) 6. 아련한 기다림 (Subtle Waiting) 7. 서투른 사랑 (Clumsy Love) 8. Tell Me 9. 고귀한 사랑 (Precious Love) 10. 서글픈 이별 (Lonesome Break Up) 11. Party tonight 12. My Love (Global Re-mix) 13. 낯설은 거짓말 (Benny Re-mix) (A Strange Lie) 14. 서투른 사랑 (Mojo House Re-mix) (Clumsy Love) 15. My Love (Bossa Re-mix)                                                                         |
| Shake liberada: 13 de mayo de 2009                     | 1. 흔들려 (Shake) 2. 울랄라 (Ooh La La) 3. 바보야 (Fool) 4. 이별예감 (Parting Premonition) 5. 변심 (Change Of Mind) 6. 서투른 이별 (Clumsy Parting) 7. 잊자 (Let's Forget) 8. 흔들려 (Shake) (DJ Koo Club Radio Remix Ver.) 9. 흔들려 (Shake) (DJ Koo Club Extend Remix Ver.) 10. 울랄라 (Club Radio Remix Ver.) 11. 울랄라 (Club Extend Remix Ver |
| Look At liberado: 29 de julio de2010                   | 1. 요즘 여자 Nowadays women 2. Come and Get Me 3. 거짓말 Lie (feat A.minor) 4. 봐봐봐 Look Look Look 5. Crazy 6. Ma Lover (feat A.minor) |
| Obvious liberado: 26 de junio de 2015                  | |

## Filmografía

### Programas de variedades
| Año       | Programa             | Notas |
| --------- | -------------------- | --- |
| 2019 2015 | King of Mask Singer  | (Ep. #185-186) - concursó como "Dongbaek Girl" (Ep. #37) - concursó como "The Flamboyant Duchess Miss Peacock" |
| 2017      | I Can See Your Voice | (Ep. #1, 16) - miembro del panel de detectives                                                                 |

### Anuncios publicitarios
- D&G [Ropa de moda]
- Elle Corea
- Jinro Soju
- DnShop [Ropa de moda, Productos Cosméticos]
- Make Up For Ever [maquillaje Cosmético]
- ChocoGem [Accesorios]

## Premios

### Mnet Asian Music Awards
| Año  | Categoría               | Nominación                          | Resultado |
| ---- | ----------------------- | ----------------------------------- | --------- |
| 2003 | mejor artista debutante | "Dangerous Directing" (위험한 연출) | Nominada  |
| 2005 | mejor artista femenina  | "Two Of Us" (둘이서)                | Nominada  |
| 2007 | mejor artista femenina  | "My Love"                           | Nominada  |
| 2009 | mejor artista femenina  | "Shake"                             | Nominada  |